# Zeev Sherf

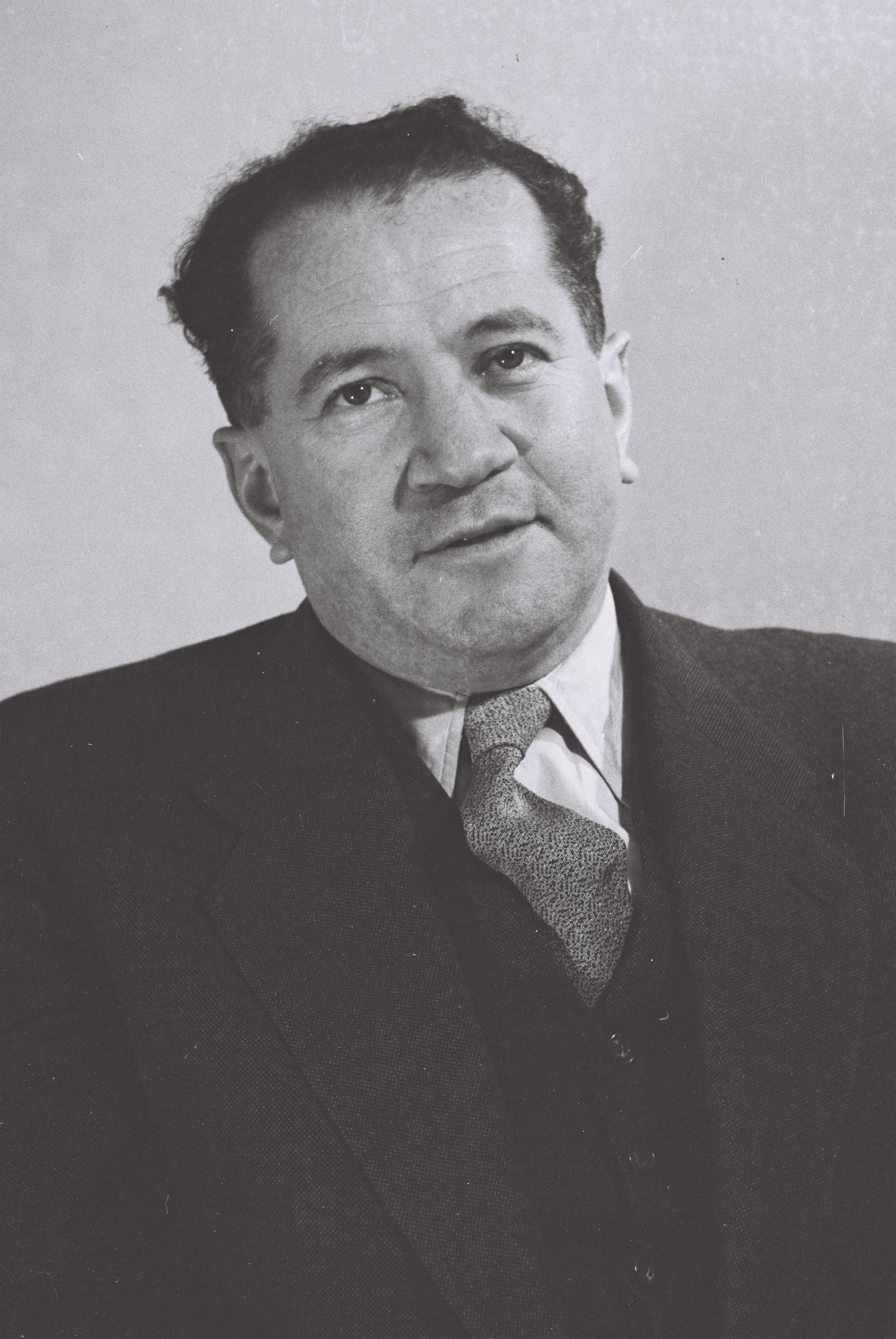
Zeev Sherf (1948)

Zeev Sherf (hebräisch זאב שרף, deutsch: Se'ew Scherf; * 21. April 1906 in Czernowitz, Bukowina; † 18. April 1984) war ein israelischer Politiker und Minister.

## Leben
Nach seiner Übersiedlung nach Israel 1925 war er in der marxistisch-zionistischen Bewegung Poalei Zion aktiv und einer der Gründer und Führer der Sozialistischen Jugend. Als solcher war er auch Organisator von Jugendlagern in Warschau. In den 1930er Jahren war er Sekretär des Zentralkomitees (ZK) der Ha'Poel, des Arbeitersportbundes der Histadrut. Während des Zweiten Weltkrieges war er zwischen 1940 und 1944 Mitarbeiter des Kommandos der Hagana. Nach dem Kriegsende war er zunächst von 1945 bis 1947 Sekretär der Politischen Abteilung der Jewish Agency und anschließend für einige Zeit Sekretär des Positionskomitees, das die Gründung eines Verwaltungsapparates nach einer Staatsgründung vorbereitete.
Nach der Gründung des Staates Israel war er von 1948 bis 1957 Sekretär der Regierungen der Ministerpräsidenten David Ben Gurion und Mosche Scharet.
Anschließend war er Mitarbeiter des Finanzministeriums und als solcher verantwortlich für das Staatseinnahmen.
Seine politische Laufbahn begann er mit der Wahl zum Abgeordneten der Knesset am 22. November 1965, wo er bis zum 21. Januar 1974 die Interessen der Awoda vertrat. Am 22. November 1966 wurde er von Ministerpräsident Levi Eschkol zum Minister für Handel und Industrie ernannt und bekleidete dieses Amt bis zum 15. Dezember 1969. Zugleich war er vom 5. August 1968 bis zum 15. Dezember 1969 Finanzminister. Unter Eshkols Nachfolgerin Golda Meir war er im Anschluss daran bis zum 10. März 1974 Wohnungsbauminister.

## Veröffentlichungen
- Law and Administration in the State. 1953
- Three Days. 1959